# Nagykövet

Ifjabb Hans Holbein: A nagykövetek

A nagykövet (teljes hivatalos elnevezése szerint rendkívüli és meghatalmazott nagykövet) a legmagasabb diplomáciai rang, viselője a nemzetközi jog normái szerint képviseli hazája legmagasabb méltóságát egy másik állam legfőbb vezetőjénél. A nagyköveti rangnak a Apostoli Szentszéknél az apostoli nuncius felel meg. A nagyköveti rangot állandó jelleggel adományozza az államfő, a megbízatás lejárta után is megőrzi az illető személy. A nagykövet nem feltétlenül diplomáciai karrier során jut el erre a posztra, gyakran lehet politikai kinevezett is.

## Funkciói
A nagykövet általában egy diplomáciai képviselet feje, aki saját államát képviseli egy másik államban; ennek megfelelően hivatalának neve nagykövetség, vagy (a Vatikán képviseletei esetében) nunciatúra. Ha a nagykövetséget nem a nagykövet vezeti, akkor vezetőjének neve ideiglenes ügyvivő. Az ideiglenes ügyvivő általában a nagykövetség rangidős diplomatái közül kerül ki, rangja egyébként bármilyen lehet. Abban az esetben is ideiglenes ügyvivőnek nevezik, ha sajátos okok – a következő nagykövet kinevezésének elhúzódása, esetleg az országok közötti rossz viszony – miatt  tartósan tölti be a képviselet vezetőjének posztját.

## Története
A múltban csak a nagyhatalmaknak volt joguk nagykövetség létesítésére, a kisebb államok követségeket (legations), élükön követekkel, delegáltak más államokba. Az 1815-ös bécsi kongresszus a diplomáciai kapcsolatokról szóló bécsi egyezményt elfogadása révén szabályozta az erre vonatkozó nemzetközi joganyagot. Ennek megfelelően nagykövetet a nagyhatalmak küldhettek, mint első osztályú diplomatát. A nagykövet címében a „rendkívüli” és „meghatalmazott” jelzők azon idők emlékei, amikor a különböző tagállamok ilyen barokkos túlzásokkal is igyekeztek vetélkedni abban, hogy diplomatáik a fogadó ország rangsorában előkelőbb helyre kerülhessenek. A bécsi egyezmény véget vetett ennek a versengésnek is; a rangsor az érkezés, illetve pontosabban a nagyköveti megbízólevél átvétele idejétől számított időrenden alapult, kivéve néhány országot, ahol mindig helyi pápai nuncius, a Vatikán „nagykövete” volt rangban az első.
Az Egyesült Nemzetek Szervezete létrehozása óta minden tagállamnak joga van nagykövetet küldeni, saját külképviseletét nagykövetségnek nevezni. Ennek következtében a nagykövet után következő diplomáciai rang, a követ („rendkívüli követ és meghatalmazott miniszter”) háttérbe szorult, ma általában olyan diplomaták viselik, akik tekintélyes pályafutást tudhatnak maguk mögött, de nem kaptak nagyköveti rangot, és beosztottként dolgoznak. Rangjuk egyszerűbb neve a követtanácsos vagy miniszter-tanácsos.
Magyarország diplomáciai képviseleteinek vezetői ENSZ-tagságunk kezdete, 1955 óta viselhetnek és viselnek is nagyköveti rangot.

## Jogállása
Az államfő személyes képviselőjeként a nagykövet címe „excellenciás úr”, akinek privilégiuma bármikor kihallgatást kérni azon állam vezetőjétől, amelybe akkreditálják. A modern diplomáciában az államok vezetői közötti személyes kapcsolat a fejlett közlekedésnek és telekommunikációnak köszönhetően egyre gyakoribb, ezért a nagykövetek szerepe sokat csökkent, de továbbra is igen fontos, nem utolsósorban éppen a felső szintű találkozók előkészítése terén.
A nagykövetek speciális esete az utazó nagykövet, amikor egy állam azért nevez ki nagykövetté egy magas rangú személyiséget, vagy bíz meg egy már ilyen ranggal rendelkező diplomatát, hogy egy konkrét ügyben, de nem egy országhoz kötötten folytasson nemzetközi tárgyalásokat.

## Nem-diplomáciai nagykövetek
A nemzetközi életben gyakori, hogy egy-egy, a saját területén kiemelkedő teljesítményt nyújtó, jellemzően sokat utazó személyt tiszteleti címként valamilyen ügy nagykövetének neveznek. Ilyenek például az UNESCO jószolgálati nagykövetei.